# 京都市電北大路線
北大路線（きたおおじせん）は、京都市の北大路通に敷設されていた京都市電の軌道路線。
市街拡大に伴い新線として計画され、［都市計畫軌道延長第二期事業（外劃線）］の一環として昭和初期に建設された。
路線は市北部の高野から紫野までを結び、外周線の一端を担っていた。全区間が併用軌道であった。
京都市電の最終日まで営業を続け、1978年（昭和53年）に廃止された。

## 沿革
- 1923年（大正12年）5月26日 市会が「第七十七號議案」を議決し、北大路線（千本北大路－上總町／中賀茂橋西詰－高野上開町）路線決定
- 1930年（昭和5年）5月28日 千本北大路－北大路大徳寺前（後に大徳寺前と改称）開業
- 1931年（昭和6年）12月25日 北大路大徳寺前－上總町（後に烏丸車庫前と改称）開業
- 1933年（昭和8年）12月28日 北大路橋竣工
- 1934年（昭和9年）10月1日 烏丸線上總町－（中賀茂橋西詰）北大路線編入／（中賀茂橋西詰＝北大路橋西詰）－高野上開町（後に高野と改称）開業／植物園前を賀茂川左岸へ移設　［北大路線全線開業］
- 1935年（昭和10年）6月29日 中賀茂橋流失
- 1940年（昭和15年）12月2日 急行運転開始（日曜祝祭日を除く午前6時－午前9時／午後4時－午後7時）
- 1943年（昭和18年）
  - 2月21日 急行運転強化（日曜祝祭日を含む毎日午前6時－午前10時／午後4時－午後8時）
  - 11月1日 終日急行運転実施
- 1944年（昭和19年）9月21日 貨物引込線高野橋－下鴨集荷場開業
- 1949年（昭和24年）7月1日 貨物引込線高野橋－下鴨集荷場廃止
- 1954年（昭和29年）6月1日 終日急行運転終了
- 1962年（昭和37年）
  - 3月27日 急行運転開始（日曜祝日を除く午前7時－午前9時）
  - (日付不明)　停留所名改称(「西京大学前」→「府立大学前」)
- 1964年（昭和39年）6月1日 ワンマンカー運行開始（当初3週間は添乗者が付き、一人乗務は6月22日実施）
- 1965年（昭和40年）
  - 9月10日 2両連結運転開始（日曜祝日を除く午前7時－午前9時）
  - 12月1日 自動車の併用軌道乗入全面開放
- 1970年（昭和45年）1月16日 2両連結運転終了
- 1975年（昭和50年）
  - 3月30日 全車ワンマンカー化実施
  - 4月15日 一部区間で諸車の併用軌道乗入禁止実施
- 1978年（昭和53年）
  - 9月30日 「さようなら 京都市電」電車運行
  - 10月1日 北大路線全線廃止し、市バスに転換／烏丸車庫並びに鞍馬口変電所廃止

## 電停一覧
停留所／交叉する通り（接続、距離、急行停車駅は路線図参照）
- 高野／東大路通
- 高野橋／川端通
- 下鴨高木町／松ヶ崎通
- 下鴨東本町
- 洛北高校前／下鴨本通
- 府立大学前／下鴨中通
- 植物園前／下鴨西通
- 烏丸車庫前／烏丸通
- 北大路新町／新町通
- 北大路堀川／堀川通
- 大徳寺前／大宮通
- 船岡公園前／今宮門前通
- 千本北大路／千本通